# Condado de Barbour (Virgínia Ocidental)
O Condado de Barbour é um dos 55 condados do estado norte-americano da Virgínia Ocidental. A sede do condado é Philippi, que é também a sua maior cidade. O condado tem uma área de 888 km² (dos quais 5 km² estão cobertos por água), uma população de 15 557 habitantes, e uma densidade populacional de 18 hab/km² (segundo o censo nacional de 2000). O condado foi fundado em 1843 e recebeu o seu nome em homenagem ao político Philip Pendleton Barbour (1783-1841), congressista.

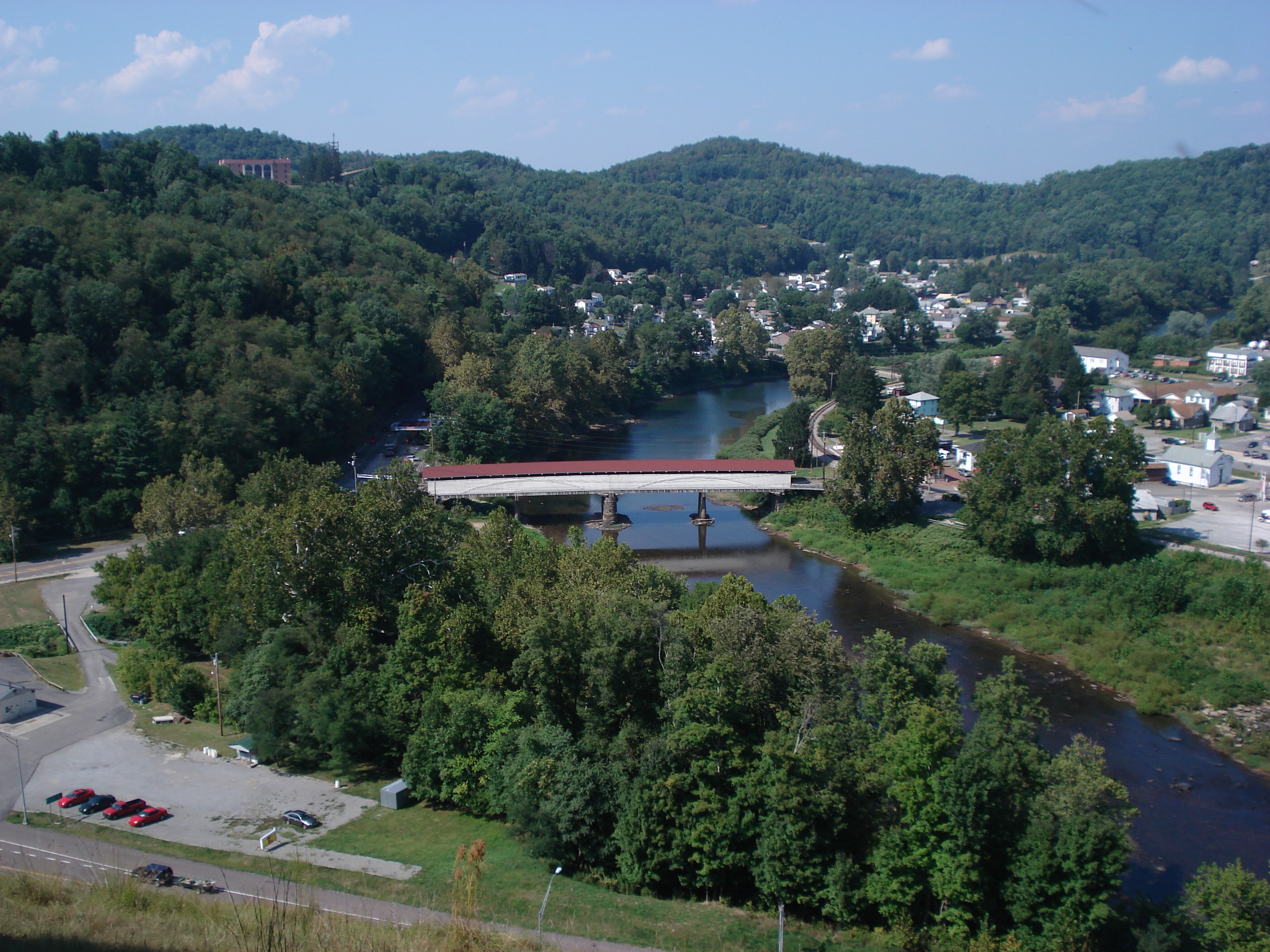
Vista de Philippi, sede do condado de Barbour.